# Henrik III av Schlesien

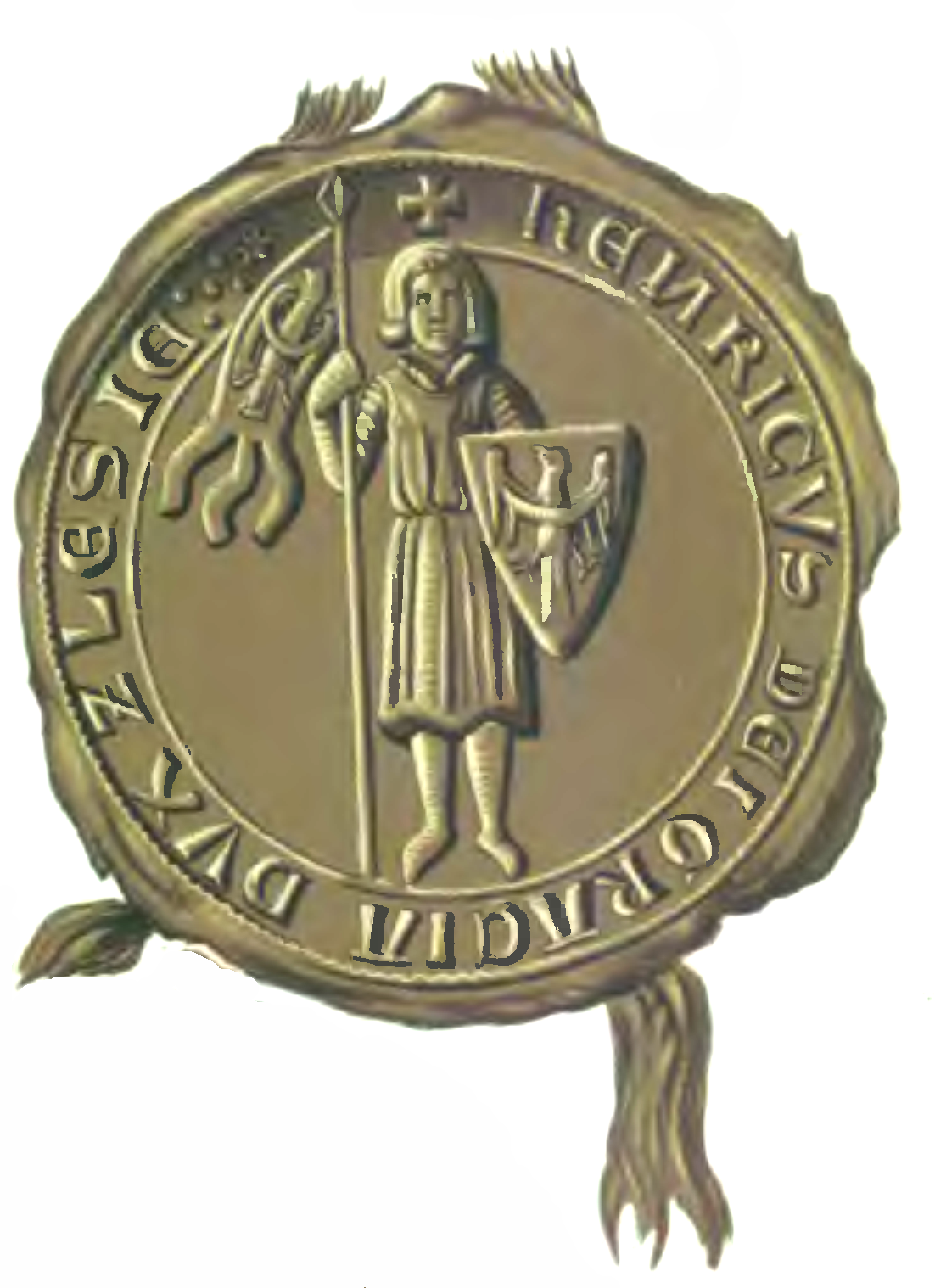
Henrik III:s sigill.

Henrik III "den vite" av Schlesien, polska: Henryk III Biały, tyska: Heinrich III. von Schlesien, född någon gång mellan 1227 och 1230, död 3 december 1266, var hertig av Schlesien-Breslau från 1248 till sin död.

## Biografi

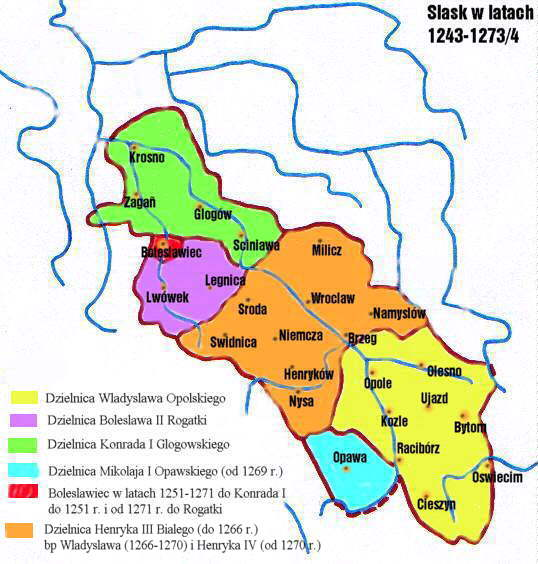
Schlesiens delhertigdömen under mitten av 1200-talet. Henrik III:s hertigdöme i orange.

Henrik III tillhörde den schlesiska grenen av huset Piast och var andre son till den polske seniorhertigen Henrik II och prinsessan Anna av Böhmen. Hans far, som regerat som seniorhertig över Schlesien, Kraków och Storpolen, stupade i slaget vid Liegnitz mot Mongolväldet 1241. Henrik III var vid denna tidpunkt fortfarande omyndig och hans äldre bror Boleslav II regerade de schlesiska territorierna som han ärvt. Hans bror Mieszko regerade i Lebus i ett år men avled plötsligt 1242, varefter Henrik III blev nominell medregent till sin bror Boleslav. Först 1247 blev han officiellt myndig, men brodern var obenägen att ge honom reell makt. Först efter att schlesiska adelsmän utövat påtryckningar mot Boleslav kunde Henrik driva igenom en maktdelning. Medregentskapet präglades dock av konflikter och redan 1248 genomdrevs en ny delning. Henrik fick den rikare östra delen av Nedre Schlesien, det som blev hertigdömet Breslau, med brodern Vladislav som medregent. Henriks hertigdöme utgjordes av ett territorium som omfattade Militsch och Namslau i norr och sträckte sig till Neisse och Schweidnitz i söder. Boleslav erhöll den västra delen, det nybildade hertigdömet Liegnitz, som han samregerade med brodern Konrad II. 
Den lokala adeln utnyttjade splittringen mellan hertigarna och Schlesiens uppdelning för att genomdriva större oberoende gentemot hertigarna som länsherrar. För Boleslav var den successiva förlusten av hans tidigare territorier oacceptabel och han rustade för krig, trots svaga finanser. För att finansiera kriget sålde han därför hälften av Lebus till Wilbrand von Käfernburg, ärkebiskop av Magdeburg. Henrik rustade å sin sida också för krig. När brodern Konrad II krävde sitt eget hertigdöme att regera 1250 och gjorde anspråk på Breslau utlöste detta en maktkamp där Henrik temporärt avsattes som hertig under tre år. Efter att hertigdömet Liegnitz kollapsat politiskt kom dock Henrik att i det följande maktvakuumet åter kunna sätta sig i besittning av stora delar av Schlesien utan strider.

### Utrikespolitik
Efter att ha konsoliderat sin makt i Schlesien kunde Henrik III ägna sig åt utrikespolitiken, där han sökte en allians med kungariket Böhmen. Henrik gav 1253 sitt stöd åt den nyvalde kung Ottokar II av Böhmen som sågs som en möjlig kandidat till den tysk-romerska kejsartronen. Därmed kom han även i krig med Ottokars rival kung Béla IV av Ungern och dennes polska allierade, men förblev lojal mot Böhmen trots att polska härar härjade i hans territorier 1254. 1260 deltog han på Ottokars sida i segern vid slaget vid Kressenbrunn. I den schlesiska maktkampen mot sin bror Boleslav allierade han sig med markgreve Henrik III av Meissen. Henriks omfattande ansträngningar att i likhet med sin far väljas till seniorhertig av Polen föll dock på att hans egna territorier i Nedre Schlesien var relativt blygsamma och omstridda.

### Inrikespolitik
Under Henrik III:s regering pågick Ostsiedlungperioden i Centraleuropa, där Henrik spelade en aktiv roll i att fortsätta uppmuntra tyska bosättare, köpmän och hantverkare att slå sig i ner i Schlesien. Många orter i Schlesien fick stadsrättigheter under hans tid. Genom Henrik III:s bemödanden om att återuppbygga Breslau efter förödelsen under mongolernas angrepp 1247, enligt en praktfull och ordnad plan, samt stadsrättigheter enligt Magdeburgrätten 1261, kom staden under denna period att växa till att bli den främsta av Schlesiens städer.

### Uppror och död
Henrik III gjorde sig många fiender bland den schlesiska adeln då han efter hertigdömet Liegnitz delning vägrade låta de lokala vasallerna annektera de herrelösa egendomarna. Istället ville han inskränka adelns makt, vilket ledde till en revolt år 1266. Upproret understöddes av biskop Tomas I av Breslau och hertig Boleslav, som i och med upproret kunde öka sitt eget inflytande. Dessutom krävde de upproriska adelsmännen att hertigdömet Breslau åter skulle delas mellan Henrik och brodern Vladislav, som 1265 även utnämnts till ärkebiskop av Salzburg. Upprorsmännen misslyckades att genomdriva sina krav, och Henrik inledde kraftiga repressalier mot de ansvariga. Den 3 december 1266 avled dock Henrik plötsligt. Hans dödsorsak har i senare tid varit föremål för diskussion, då förgiftning misstänktes som dödsorsak, precis som för en del av hans föregångare. Främst adeln, men även biskop Tomas och brodern Boleslav skulle haft motiv att röja Henrik ur vägen. Redan i samtiden var dock förgiftningsmisstankarna allmänt kända, då hans gravmonument i ursulinnornas klosterkyrka i Breslau försågs med inskriptionen "Anno domini Millesimo, Nonas Decembris obiit veneno inclitus dux Wratislaviensis Henricus tertius, secundus filius secundi Henrici, a Thartaris". I vår Herres år 1266, den 9 december, dog av förgiftning den berömde hertigen av Breslau Henrik III, andre son till Henrik II.
Hans bror Vladislav efterträdde honom som hertig av Breslau, och följdes i sin tur 1270 av Henrik III:s son Henrik IV. Under efterföljarna kom Schlesiens splittring i småhertigdömen att fortsätta.

## Familj
Henrik gifte sig 8 juni 1252 med Judyta av Masovien, dotter till Konrad I av Masovien och änka efter hertig Mieszko II av Opole. I äktenskapet föddes följande barn:
- Hedvig av Schlesien, gift 1271/1272 med lantgreve Henrik av Thüringen. Gift i andra äktenskapet 1283 med greve Otto I av Anhalt.
- Henrik IV Probus (död 1290), storhertig av Polen

Efter Judytas död ingick Henrik 1266 äktenskap med Helene av Sachsen (död 1309), dotter till Albrekt I av Sachsen. Henrik avled samma år och äktenskapet blev barnlöst.